# 1930-ті
Триває міжвоєнний період.

## Події
- Велика депресія
- 18 вересня 1931 Манчжурський (Мукденський) інцидент; Японська інтервенція в Маньчжурію (1931)
- 1932–1933 — Голодомор в Україні — акт геноциду українського народу; з урахуванням ненароджених — до 10,5 мільйонів жертв.
- 1932–1935 — Чакська війна між Парагваєм та Болівією.
- 1933 — вихід Японії з Лігі Націй.
- 1933 — прихід нацистів до влади в Німеччині.
- 1936–1939 — громадянська війна в Іспанії.
- 1939, 1 вересня — німецькі та словацькі війська вступають у Польщу; розв'язання Другої світової війни.
- Підсумкова праця Дж. М. Кейнса «Загальна теорія зайнятості, відсотка і грошей» (1936 р.) стала фундаментом сучасної економічної думки і практики.

### СРСР
- Ізотовський рух
- 1933–1937 — Друга п'ятирічка в СРСР (див. Історія СРСР (хронологічна таблиця))

## Культура
- Літні олімпійські ігри в Німеччині (1936).
- Свінг — напрямок у музиці.
- Цепелін

## Персоналії

### Політики
- Рудольф Гесс — помічник Гітлера.
- Адольф Гітлер — німецький диктатор.
- Беніто Муссоліні — італійський диктатор.
- Пій XI — Папа Римський (1922–39).
- Франклін Рузвельт — 32-й президент США (1933—1945).
- Франсіско Франко — іспанський генерал та диктатор.
- Артур Невілл Чемберлен — англійський прем'єр-міністр.

### Музика
- Луї Армстронг
- Френк Сінатра

### Суспільство
- Аль Капоне — знаменитий чиказький гангстер.